# Eckart Dux
Eckart Hermann „Ecki“ Dux (* 19. Dezember 1926 in Berlin; † 9. April 2024 in Sassenburg-Dannenbüttel) war ein deutscher Schauspieler, Synchron-, Hörbuch- und Hörspielsprecher.
Als Schauspieler wurde er vor allem durch den DEFA-Märchenfilm Das singende, klingende Bäumchen (1957) und in seiner Rolle als Kriminalobermeister Schlüter in den NDR-Vorabendserien Polizeifunk ruft und Hamburg Transit bekannt. Als Synchronsprecher war er unter anderem die deutsche Stimme von Audie Murphy, Anthony Perkins und Jerry Stiller, vor allem in dessen Rolle als Arthur Spooner in der Sitcom King of Queens.

## Leben
Eckart Dux war der Sohn des Versicherungsoberinspektors Eugen Dux. Als 17-Jähriger wurde er von der Wehrmacht eingezogen, nach Ende des Zweiten Weltkriegs holte er sein Abitur nach. In erster Ehe war er mit der Schauspielerin Gisela Peltzer (* 1926) verheiratet. Ab 1970 war er in zweiter Ehe mit der Filmeditorin Marlies Dux (* 1945) verheiratet. Aus dieser Ehe ging ein Sohn hervor. Dux lebte in Dannenbüttel, wo er am 9. April 2024 im Alter von 97 Jahren starb.

## Karriere

### Theater, Film und Fernsehen
Dux absolvierte seine Schauspielausbildung bei Else Bongers in Berlin und debütierte 1948 am dortigen Renaissance-Theater. Danach führten ihn Engagements an zahlreiche Berliner Bühnen, darunter die Tribüne, das Schlosspark Theater und das Theater am Kurfürstendamm, sowie an weitere Spielstätten in München, Hamburg, Frankfurt und Stuttgart.
Als jugendlicher Hauptdarsteller und später als Charakterdarsteller übernahm Dux zahlreiche Rollen in Film und Fernsehen. Sein Filmdebüt gab er 1950 als Fenton in Georg Wildhagens Opernverfilmung Die lustigen Weiber von Windsor. Einer seiner bekanntesten Filme war der DEFA-Märchenfilm Das singende, klingende Bäumchen, in dem er an der Seite von Christel Bodenstein den Prinzen spielte. Danach arbeitete er ausschließlich in Westdeutschland. In den 1960er-und-1970er-Jahren war Dux vielfach beim Fernsehen beschäftigt. Im Durbridge-Klassiker Das Halstuch (1962) spielte er einen jungen Polizeibeamten, ein Rollenfach, das ihn in seiner Rolle als Kriminalobermeister Schlüter in den NDR-Vorabendserien Polizeifunk ruft und Hamburg Transit von 1966 bis 1974 bundesweit bekannt machte. Ab Mitte der 1970er-Jahre wurden seine Fernsehrollen sporadischer. Er spielte unter anderem im Tatort und verkörperte in einer Verfilmung des Theaterstücks Das Geld liegt auf der Bank neben Georg Thomalla den Verleger Wolfgang Kühne. In den 2000ern übernahm er vereinzelt Gastauftritte in den Krimiserien Großstadtrevier, Rosa Roth und Adelheid und ihre Mörder. Seine letzten Rollen vor der Kamera hatte er 2007 als Graf von Hohenbrück in zwei Episoden der Krimiserie Elvis und der Kommissar und 2009 im Kinofilm Der Schatz vom Elsensee.

### Synchron- und Hörspielarbeiten
Ab 1948 war Dux umfangreich in der Synchronisation tätig und zählte im Alter zusammen mit Jürgen Thormann zu den dienstältesten deutschen Sprechern. In den 1950er-und-1960er-Jahren war er die Standardstimme von Audie Murphy, von 1957 bis 1991 die Standardstimme von Anthony Perkins, den er unter anderem im Klassiker Psycho sprach. Dux synchronisierte auch so bekannte Darsteller wie Van Johnson (u. a. in 23 Schritte zum Abgrund), Steve Martin (u. a. in Solo für 2, L.A. Story oder Vater der Braut), Fred Astaire (u. a. in Osterspaziergang und Königliche Hochzeit) sowie den Hauptdarsteller George Peppard in der Actionserie Das A-Team. Von 1998 bis 2007 lieh er dem Schauspieler Jerry Stiller in der Rolle des exzentrischen Schwiegervaters Arthur Spooner in der Sitcom King of Queens seine Stimme. Nach dem Tod von Joachim Höppner im Jahr 2006 übernahm Dux die Synchronisation von Ian McKellen (Gandalf) in Peter Jacksons Hobbit-Trilogie (2012–2014). Diese Rolle hatte er auch in den Filmen The Lego Movie (2014) und The Lego Movie 2 (2019) inne. In der Serie Designated Survivor (2016–2019) synchronisierte er in 16 Episoden Geoff Pierson in der Rolle des Alt-Präsidenten Cornelius Moss. Auch ist er in dem Animationsfilm The Boss Baby zu hören. In der Zeichentrickserie Weihnachtsmann & Co. KG, die seit 1997 jedes Jahr zur Weihnachtszeit bei Super RTL ausgestrahlt wird, übernahm er die Rolle des Weihnachtsmanns.
Eckart Dux war auch als Hörspielsprecher tätig, so als Flitze Feuerzahn in der gleichnamigen Hörspielserie von Europa (1984 bis 1987), als Opa von Conni in den Hörspielen zur Kinderbuchserie Meine Freundin Conni, als Erzähler in der Maritim-Produktion Edgar Wallace (ab 2004) und in der Hörbuchserie Darkside Park (2009) von Ivar Leon Menger. Dux sprach 2001 das Hörbuch zu Blanker Unsinn von Steve Martin. Gastrollen übernahm er unter anderem in mehreren Folgen der Detektivserien Die drei ??? (erstmals 1984 in der Folge Die drei ??? und der Höhlenmensch) und TKKG (erstmals 1984 in der Folge Wer raubte das Millionenpferd?). Ab 2010 übernahm Dux regelmäßig Rollen in der Gruselkabinett-Reihe von Titania Medien.

### Computerspiele
Dux wirkte mehrfach als Sprecher in Computerspielen mit. So sprach er den Erzähler in den ersten vier Videospielen aus der Harry-Potter-Reihe. In den Spielen zum fünften (Der Orden des Phönix) und zum sechsten Teil (Der Halbblutprinz) übernahm er zudem die Rolle des Schulleiters Albus Dumbledore. Für das im Jahr 2012 erschienene Stealth-Actionspiel Dishonored: Die Maske des Zorns sowie in den beiden Erweiterungen The Knife of Dunwall und The Brigmore Witches übernahm er eine größere Rolle als Propaganda-Sprecher, der während des gesamten Spiels aus Lautsprechern zu hören ist. In dem Point-and-Click-Adventure Randal’s Monday sprach er die Rolle des Brooks. Im 2015 veröffentlichten Videospiel Lego Dimensions lieh er ebenfalls Gandalf seine Stimme. Auch bei den Vertonungen von Fallout 4 und dem im Jahr 2019 veröffentlichten Ego-Shooter-Videospiel Rage 2 war er beteiligt. Letzteres war zudem sein letzter Einsatz in einem Videospiel.

## Filmografie (Auswahl)
- 1950: Die lustigen Weiber von Windsor
- 1951: Das Haus in Montevideo
- 1952: Der bunte Traum
- 1953: Briefträger Müller
- 1957: Das singende, klingende Bäumchen
- 1958: Zwei Herzen im Mai
- 1960: Wir Kellerkinder
- 1960: Gustav Adolfs Page
- 1962: Das Halstuch (Fernsehmehrteiler)
- 1962: So toll wie anno dazumal
- 1963: Jack und Jenny
- 1963: Meine Tochter und ich
- 1966–1970: Polizeifunk ruft (Fernsehserie)
- 1967: Mrs. Cheney’s Ende – Regie: Erik Ode (Fernsehspiel)[7]
- 1967: Der König mit dem Regenschirm (Fernsehspiel)[8]
- 1968: Unser Herr Diener (Fernsehspiel)[9]
- 1970: O Happy Day
- 1970–1974: Hamburg Transit (Fernsehserie)
- 1972–1973: Butler Parker
- 1974: Der Kommissar (Fernsehserie, Folge Die Nacht mit Lansky)
- 1974: Tatort: Playback oder die Show geht weiter (Fernsehreihe)
- 1981: Sonderdezernat K1 (Fernsehserie, Folge Die Spur am Fluss)
- 1986: Tatort: Tödliche Blende
- 1990: Das Geld liegt auf der Bank
- 1997: Rosamunde Pilcher – Der Preis der Liebe (Fernsehreihe)
- 2000: Hotel Elfie (Pilotfilm)
- 2000: Großstadtrevier (Fernsehserie, Folge Heimspiel)
- 2002: Rosa Roth – Geschlossene Gesellschaft (Fernsehreihe)
- 2003: Adelheid und ihre Mörder (Fernsehserie, 5 Folgen)
- 2007: Leo – Ein fast perfekter Typ (Fernsehserie, Stimme des Erzählers)
- 2007: Elvis und der Kommissar (Fernsehserie, 2 Folgen)
- 2009: Der Schatz vom Elsensee

## Theater (Auswahl)
- 1947: Die Zeit des Glücks (Renaissance-Theater Berlin) – Regie: Kurt Raeck
- 1949: Theater (Komödie Berlin) – Regie: Käthe Dorsch
- 1950: Endstation Sehnsucht (Schlosspark-Theater Berlin) – Regie: Berthold Viertel
- 1952: Ein Wintermärchen (Freie Volksbühne Berlin) – Regie: Ludwig Berger
- 1952: Willst du nicht das Lämmlein hüten? (Renaissance-Theater Berlin) – Regie: Kurt Raeck
- 1952: Viel Lärm um nichts (Freie Volksbühne Berlin) – Regie: F. R. Wendhausen
- 1953: Alte Liebe rostet nicht (Renaissance-Theater Berlin) – Regie: Kurt Raeck
- 1952: Troilus und Cressida (Theaterklub im British Center Berlin) – Regie: Kurt Meisel
- 1953: Candida (Renaissance-Theater Berlin) – Regie: Willi Schmidt
- 1953: Räubergeschichten (Renaissance-Theater Berlin) – Regie: Kurt Raeck
- 1953: Jane (Renaissance-Theater Berlin) – Regie: Charles Regnier
- 1955: Der Raub der Sabinerinnen (Renaissance-Theater Berlin) – Regie: Valerie von Martens
- 1956: Picnic (Theaterklub im British Center Berlin) – Regie: Alexander Welbat
- 1957: Besuch auf einem kleinen Planeten (Renaissance-Theater Berlin) – Regie: Ulrich Erfurth
- 1958: Piroschka (Hebbel-Theater Berlin) – Regie: Wolfgang Spier
- 1958: Der Kaiser von Amerika (Renaissance-Theater Berlin) – Regie: Willi Schmidt
- 1959: Brave Diebe (Renaissance-Theater Berlin) – Regie: Viktor de Kowa
- 1961: Seltsames Zwischenspiel (Renaissance-Theater Berlin) – Regie: Kurt Raeck
- 1961: Affären (Renaissance-Theater Berlin) – Regie: Kurt Raeck
- 1961: Prairie-Salon (Tribüne Berlin) – Regie: Ilo von Jankó
- 1962: Sonntag in New York (Komödie Berlin) – Regie: Harry Meyen
- 1964: Zum Frühstück zwei Männer (Tribüne Berlin) – Regie: Erik Ode
- 1964: Hedda Gabler (Renaissance-Theater Berlin) – Regie: Ullrich Haupt
- 1965: Colombe (Renaissance-Theater Berlin) – Regie: Roland Pietri
- 1965: Mary Mary (Thalia Theater Hamburg) – Regie: Harry Meyen
- 1966: Herzliches Beileid (Renaissance-Theater Berlin) – Regie: Ullrich Haupt
- 1967: Ein Ehemann zur Ansicht (Kleine Komödie am Max München) – Regie: Wolfgang Spier
- 1968: Halbe Wahrheiten (Kleines Theater am Zoo, Frankfurt/Main) – Regie: Theo Lingen
- 1971: Geliebte Hexe (Kleines Theater am Zoo, Frankfurt/Main) – Regie: Eckart Dux
- 1974: Der tolle Tag (Tournee) – Regie: Gustav Manker
- 1980: Das Festkomitee (Theater am Kurfürstendamm Berlin) – Regie: Rainer Behrend
- 1987: Happy Birthday (Die Komödie, Frankfurt/Main) – Regie: Wolfgang Spier
- 1989: Meine dicke Freundin (Kleine Theater Bad Godesberg) – Regie: Eckart Dux
- 1990: Das Geld liegt auf der Bank (Theater am Kurfürstendamm Berlin) – Regie: Isolde Müller-Rinker
- 1999: Nur die Familie zählt (Theater an der Kö Düsseldorf) – Regie: Wolfgang Spier

## Hörbücher und Hörspiele (Auswahl)
- 1984–1985: Pizza-Bande, Europa, Folgen 1, 3, 5–7 als Vater Francesco Carotti[6]
- 1984–1986: Masters of the Universe, Europa, Folgen 4, 6–7, 11 als Man-E-Faces sowie Folge 20 als Gaukler[6]
- 2008: Lady Bedfort 13: Lady Bedfort und der Mord im Dunkeln, Hörplanet, als James Harris
- 2010–2024: Gruselkabinett, Titania Medien, Folgen 44–45, 50, 52, 59, 80, 82, 84, 102–103, 105, 108, 111, 151, 153, 155[6]
- 2016–2018: Sherlock Holmes – Die geheimen Fälle des Meisterdetektivs, Titania Medien, Folgen 23 und 39[6]
- 2019: Die drei ??? – Feuriges Auge als Rama Sidri Rhandur/Bauer Raaz.
- 2021: Zwei kleine Genies / Rudolph ist verschwunden. Das Original-Hörspiel zur TV-Serie, Edelkids Verlag (Weihnachtsmann & Co. KG)
- 2022: M. V. Carey: Eckart Dux liest … und der Höhlenmensch (Die drei ???), Europa
- 2023: Grimms Märchen, Titania Medien, Folgen 12–14[6]

## Auszeichnungen
- 2006: Synchron Zuhörerpreis Die Silhouette in der Kategorie „Synchronschauspieler Serie“ für Jerry Stiller in King of Queens
- 2008: Deutscher Preis für Synchron für sein herausragendes Gesamtwerk in der Synchronarbeit
- 2013: Ohrkanus-Hörbuch- und Hörspielpreis Ehrenpreis für das Lebenswerk[10]